# پلوسکی (بلغارستان)
پلوسکی (به بلغاری: Ploski) یک منطقهٔ مسکونی در بلغارستان است که در ساندانسکی واقع شده‌است.